# Kristine DeBell

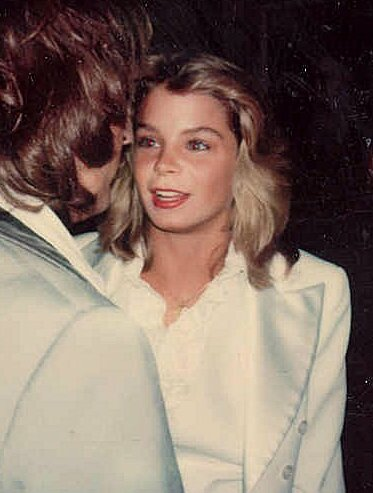
Kristine DeBell (1976)

Kristine DeBell (nasceu em 10 de Dezembro de 1954 em New York, N.Y., Estados Unidos) é uma actriz americana e antes foi uma modelo de moda. Kirstine começou sua carreira como uma modelo da Ford Models. DeBell é famosa por ter estrelado uma versão pornográfica do filme Alice no País das Maravilhas (Alice in Wonderland) em 1976. Ela representou A.L., monitora de um acampamento de verão, atuando como atriz (coadjuvante/secundária) ao lado de Bill Murray na comédia "Meatballs" de 1979. Foi a namorada de Jackie Chan em "The Big Brawl". Esteve também na novela americana Jovens e Agitados (The Young and the Restless). Apareceu no "fim de semana das torcedoras selvagem" (Cheerleaders Wild Weekend) e esteve em diversos ensaios da Revista Playboy sendo capa desta revista em abril de 1976.

## Filmografia
- 1976: Alice in Wonderland: Alice - filme pornográfico.
- 1977: Flush: Hitchhiker
- 1977: Operation Petticoat (TV): Nurse (blank)
- 1978: I Wanna Hold Your Hand: Cindy the Hooker
- 1978: Bloodbrothers: Cheri
- 1978: BJ and the Bear (TV): Marcia
- 1978: Katie: Portrait of a Centerfold (TV): Sally South
- 1978: Suddenly, Love (TV): Helen Malloy
- 1979: The Main Event: Lucy
- 1979: Meatballs: A. L.
- 1979: The Great American Girl Robbery: Debbie Williams
- 1980: Lifepod: Fiona
- 1980: Willie and Phil: Rena
- 1980: The Big Brawl: Nancy
- 1982: Tag: The Assassination Game: Nancy McCauley
- 1982: Life of the Party: The Story of Beatrice (TV): Toni Blasdell
- 1973: The Young and the Restless (série de TV): Pam Warren #2 (unknown episodes, 1982)
- 1983: Rooster: Spurs of Death!: Melody
- 1983: For Members Only (TV): Ginger Blakely
- 1986: Club Life: Fern
- 1990: America Confidential (video): Katy Lynn O'Toole